# Лазарєв Володимир Володимирович
Володи́мир Володи́мирович Ла́зарєв — полковник Збройних сил України.

## З життєпису
Станом на 2025 рік — військовослужбовець дрогобицької військової частини А1108.

## Нагороди
За особисту мужність і героїзм, виявлені у захисті державного суверенітету та територіальної цілісності України, вірність військовій присязі під час бойових дій та при виконанні службових обов'язків, відзначений — нагороджений
- 13 серпня 2015 року — орденом Богдана Хмельницького III ступеня.